# Stenopygium punctipennis
Stenopygium punctipennis är en tvåvingeart som först beskrevs av Thomas Say 1829.  Stenopygium punctipennis ingår i släktet Stenopygium och familjen styltflugor. Inga underarter finns listade i Catalogue of Life.